# Emili Casanova Herrero
Emili Casanova Herrero (Agullent, Valencia, 1956) es un profesor y filólogo español, especializado en lengua catalana.

## Biografía
Emili Casanova estudió Filología Hispánica por la Universidad de Valencia (1978). Se doctoró en Filología por la misma Universidad en 1981 con la tesis "El léxico de Antoni Canals", dirigida por Manuel Sanchis Guarner, premio Extraordinario de Doctorado.

## Trayectoria
Casanova comenzó su carrera como profesor ayudante en la Universidad de Navarra (1978-1980). Más tarde pasó como ayudante a la Universitat de València (1980-1981), encargado de curso (1981-1984) y profesor titular desde el curso 1984-1985 hasta la actualidad. Ha sido también profesor de valenciano en la Facultad de Ciencias de la Información del CEU San Pablo de Valencia desde el curso 1986-1987 al 1999-2000. 
Premio Faraudo de Sant Germain, del Institut d'Estudis Catalans, ha codirigido el proyecto PATROM-Patronimia Romanica, del IEC, coordinado con el resto de lenguas románicas. Ha sido subdirector del Atlas Lingüístico de la Comunidad Valenciana. Miembro de varias asociaciones científicas europeas, como la AILLC y la ICOS, académico de la Academia Valenciana de la Lengua y miembro de la Junta Qualificadora de Coneixements de Valencià, ha sido miembro del Consejo General del Instituto Interuniversitario de Filología Valenciana desde el año 1982 hasta el 2000 y presidente de la Federación de Institutos de Estudios Comarcales.
Sus publicaciones se pueden agrupar en varios temas, entre los que destacan la Onomástica y la Gramática histórica. Destacan los estudios sobre la formación de las particularidades del valenciano, como la combinación de los pronombres de tercera persona o la conjunción final "para qué" y el léxico histórico, en especial los dedicados a autores como Antoni Canals, Martorell o Corella. También analiza el léxico actual, dedicando estudios a escritores como Valor o Estellés, y lexicógrafos como Ferrer Pastor o Fabra. Experto en dialectología sincrónica, especialmente en las comarcas centrales de la Comunidad Valenciana, ha editado textos, de varias épocas, como las Memorias de un cura del siglo XVIII, o el Espejo de Conciencia (siglo XIV); asimismo editó la obra de Joan Corominas, tanto la léxica como la onomástica.